# Episodi de L'attacco dei giganti

Copertina del sesto BD/DVD italiano, raffigurante i protagonisti Armin, Eren e Mikasa

Questa è la lista degli episodi de L'attacco dei giganti, serie televisiva anime tratta dall'omonimo manga di Hajime Isayama, diretta da Tetsurō Araki e prodotta da Wit Studio in collaborazione con Production I.G. L'opera è ambientata in un mondo dove i superstiti dell'umanità vivono all'interno di città circondate da enormi mura difensive a causa dell'improvvisa comparsa dei giganti, enormi creature umanoidi che divorano gli uomini senza un apparente motivo. La storia ruota attorno al giovane Eren Jaeger e i suoi amici d'infanzia Mikasa Ackermann ed Armin Arlert, le cui vite vengono stravolte dall'attacco di un gigante colossale che conduce alla distruzione della loro città e alla morte della madre di Eren.
La prima stagione è stata trasmessa dal 6 aprile al 28 settembre 2013 sull'emittente giapponese MBS e successivamente è andata in onda anche sui canali Tokyo MX, FBS, TOS, HTB, TVA e BS11. Dopo aver reso disponibili le puntate in streaming in lingua originale sottotitolate sul sito VVVVID, Dynit ha pubblicato l'adattamento italiano della serie in sei volumi DVD e Blu-ray, messi in commercio dal 29 ottobre 2014 al 25 marzo 2015. Inoltre, la serie è stata trasmessa su Rai 4 dal 24 settembre 2015 al 30 marzo 2016. La seconda stagione di 12 episodi è trasmessa in Giappone dal 2 aprile al 18 giugno 2017 sulle stesse reti della precedente. La prima parte della terza stagione doppiata in italiano è distribuita con due episodi settimanali dal 18 febbraio al 25 marzo 2019 sempre su VVVVID. La seconda parte invece è distribuita dal 4 al 28 ottobre 2019 sempre su VVVVID.
La quarta stagione, intitolata The Final Season internazionalmente e La stagione finale in Italia, è divisa in quattro parti. La prima è andata in onda in Giappone dal 7 dicembre 2020 al 29 marzo 2021, mentre in Italia è stata resa disponibile con i sottotitoli dall'8 dicembre e doppiata dal 18 dicembre 2020 sia su Prime Video che su VVVVID. La seconda parte, trasmessa dal 9 gennaio al 3 aprile 2022, è invece distribuita in Italia sottotitolata in simulcast attraverso la piattaforma di streaming Crunchyroll. Il doppiaggio italiano è stato distribuito da Dynit su Prime Video il 7 novembre 2022. La terza e la quarta parte costituiscono il segmento conclusivo della stagione, intitolato The Final Chapters (完結編?, Kanketsu-hen), e sono state inizialmente trasmesse in due speciali televisivi: il primo, della durata di un'ora, è andato in onda il 4 marzo 2023 dalle 00:25, mentre il secondo, di un'ora e mezza, è stato trasmesso il 5 novembre 2023 a partire dalla mezzanotte. In Italia sono stati pubblicati entrambi con sottotitoli in simulcast su Crunchyroll e poi insieme con doppiaggio su Prime Video il 25 giugno 2024. Le due parti sono state pubblicate ad episodi in Giappone via streaming il 5 e il 19 novembre 2023 con sigle di apertura e chiusura inedite.

## Lista episodi
| Nº | Titolo italiano                    | Episodi | Trasmissione | Trasmissione | Pubblicazione                     | Pubblicazione                    |
| Nº | Titolo italiano                    | Episodi | Giappone     | Italia       | Giappone                          | Italia                           |
| 1  | Prima stagione                     | 1-25    | 2013         | 2015-2016    | 17 luglio 2013 19 marzo 2014      | 29 ottobre 2014 25 marzo 2015    |
| 2  | Seconda stagione                   | 26-37   | 2017         | 2017         | 21 giugno 2017 18 agosto 2017     | 8 novembre 2017 28 febbraio 2018 |
| 3  | Terza stagione                     | 38-59   | 2018-2019    | 2019         | 17 ottobre 2018 18 settembre 2019 | 24 aprile 2019 19 dicembre 2019  |
| 4  | Quarta stagione (The Final Season) | 60-94   | 2020-2023    | 2020-2024    | 7 luglio 2021 20 marzo 2024       | 2 febbraio 2022 30 ottobre 2024  |